# João Nuno Pinto

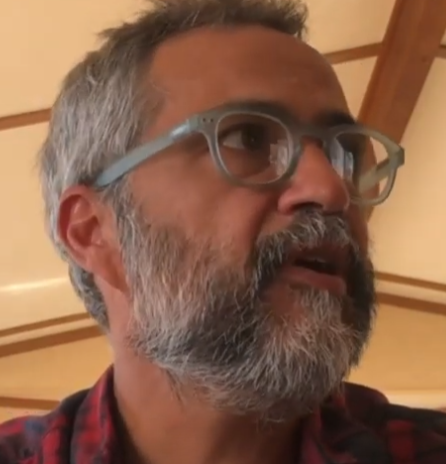
João Nuno Pinto

João Nuno Pinto (* 1969 in Mosambik) ist ein portugiesischer Filmregisseur.

## Leben
Pinto wurde 1969 in der damaligen Portugiesischen Kolonie Mosambik geboren. Im Zuge der Unabhängigkeit Mosambiks 1975 kam er im Alter von sechs Jahren als Retornado nach Portugal. Nach einem Grafikstudium in Portugal studierte er Film an der New York Film Academy.
Nach einem ersten Kurzfilm 2008 drehte er 2010 seinen ersten abendfüllenden Spielfilm, América. Die aus Good Bye, Lenin! bekannte Chulpan Khamatova spielte die weibliche Hauptrolle. Der populäre Raul Solnado trat hier in einer Nebenrolle letztmals vor die Kamera, er verstarb nach den Dreharbeiten, noch vor dem abschließenden Schnitt des Films.
Der 2011 in Portugal bereits als DVD veröffentlichte América machte Pinto bekannt. Der Film gewann 2011 beim Caminhos-do-Cinema-Português-Filmfestival einen Preis und wurde bei den Globos de Ouro 2012 ausgezeichnet. Zudem wurde er der portugiesische Auswahlfilm für den Europäischen Filmpreis 2011 und lief auf zahlreichen internationalen Filmfestivals, in Deutschland beim Filmfestival Cottbus.
2014 drehte er den Videoclip für das Stück Don´t Swim des britischen Musikers Keaton Henson, wofür er bei den Los Angeles Independent Film Festival Awards 2015 zweifach ausgezeichnet wurde.
Sein Kriegsfilm Zacarias’ Weg (orig.: Mosquito, 2020) handelt von einem 17-jährigen portugiesischen Soldaten, der 1918 auf der Suche nach seiner Truppe eine Odyssee in der ostafrikanischen Savanne erlebt und von seinem Heroismus geheilt wird. Der Film war für mehrere Filmpreise nominiert und gewann neben sechs Prémios Sophia unter anderem auch den Kritikerpreis bei der Mostra Internacional de Cinema de São Paulo in Brasilien.
Für seine Fernsehserie Causa Própria wurde Pinto bei den portugiesischen Prémios Àquila 2022 als bester Regisseur einer Fernsehproduktion ausgezeichnet.

## Filmografie
- 2008: Skype me (Kurzfilm)
- 2010: América
- 2014: Don't Swim (Videoclip für den Song von Keaton Henson)
- 2020: Zacarias’ Weg (Mosquito, auch Fernseh-Dreiteiler)
- 2022: Causa Própria (siebenteilige Miniserie)
- 2022: Ensaios elenco juvenil (Fernsehserie)